# Ciclismo nos Jogos Olímpicos de Verão de 2020 - Velocidade por equipes feminino
A prova de velocidade por equipes feminino do ciclismo nos Jogos Olímpicos de Verão de 2020 ocorreu em 2 de agosto de 2021 no Velódromo de Izu, em Izu, Shizuoka. Um total de 16 ciclistas de 8 Comitês Olímpicos Nacionais (CON) participaram do evento.

## Qualificação
Cada Comitê Olímpico Nacional (CON) poderia inscrever uma equipe de duas ciclistas na velocidade por equipes. As vagas são atribuídas ao CON, que seleciona as ciclistas. A qualificação se deu inteiramente através do ranking de nações da União Ciclística Internacional (UCI) de 2018–20. Os oito primeiros CONs se qualificaram ao evento, com essas equipes também recebendo o direito de inscrever duas ciclistas cada na velocidade individual e no keirin.

## Formato
A velocidade por equipes feminino consiste em uma corrida de duas voltas (500 metros) entre duas equipes, começando em lados opostos da pista. Cada membro da equipe deve liderar uma das voltas. O tempo de uma equipe é medido quando a última ciclista termina. Os empates são quebrados pelas parciais da última volta.
Começa com uma qualificação inicial que distribui as equipes para as baterias da primeira fase. A primeira fase compreende corridas frente a frente com base na classificação (1ª contra 8ª, 2ª contra 7ª, etc.). As vencedoras dessas quatro baterias avançam para a disputa de medalhas, com as duas vencedoras mais rápidos competindo na final e as duas vencedoras mais lentas se enfrentando pelo bronze.

## Calendário
Horário local (UTC+9)
| Data        | Tempo | Fase          |
| ----------- | ----- | ------------- |
| 2 de agosto | 15:30 | Qualificação  |
| 2 de agosto | 16:50 | Primeira fase |
| 2 de agosto | 18:00 | Finais        |

## Medalhistas
|  | CHN China                |  | GER Alemanha             |  | ROC                              |
|  | Bao Shanju Zhong Tianshi |  | Lea Friedrich Emma Hinze |  | Daria Shmeleva Anastasia Voynova |

## Resultados

### Qualificação
Iniciado as 15:30 locais, as oito equipes inscritas disputam os emparelhamentos de cada bateria para a primeira fase.
| Pos. | CON               | Ciclistas                               | Tempo  | Notas |
| ---- | ----------------- | --------------------------------------- | ------ | ----- |
| 1    | GER Alemanha      | Lea Friedrich Emma Hinze                | 32.102 |       |
| 2    | CHN China         | Bao Shanju Zhong Tianshi                | 32.135 |       |
| 3    | NED Países Baixos | Laurine van Riessen Shanne Braspennincx | 32.465 |       |
| 4    | ROC               | Daria Shmeleva Anastasia Voynova        | 32.476 |       |
| 5    | MEX México        | Daniela Gaxiola Yuli Verdugo            | 33.097 |       |
| 6    | POL Polônia       | Marlena Karwacka Urszula Łoś            | 33.244 |       |
| 7    | LTU Lituânia      | Simona Krupeckaitė Miglė Marozaitė      | 33.276 |       |
| 8    | UKR Ucrânia       | Liubov Basova Olena Starikova           | 33.542 |       |

### Primeira fase
Iniciado as 16:50 locais, as duas equipes vencedoras com os melhores tempos avançam para a final e as duas equipes vencedoras com os piores tempos para a disputa pelo bronze.
| Pos. | Bateria | CON               | Ciclistas                               | Tempo  | Notas            |
| ---- | ------- | ----------------- | --------------------------------------- | ------ | ---------------- |
| 1    | 3       | CHN China         | Bao Shanju Zhong Tianshi                | 31.804 | Q,               |
| 2    | 4       | GER Alemanha      | Lea Friedrich Emma Hinze                | 31.905 | Q                |
| 3    | 1       | ROC               | Daria Shmeleva Anastasia Voynova        | 32.249 | QB               |
| 4    | 2       | NED Países Baixos | Shanne Braspennincx Laurine van Riessen | 32.308 | QB               |
| 5    | 1       | MEX México        | Daniela Gaxiola Yuli Verdugo            | 32.701 |                  |
| 6    | 3       | LTU Lituânia      | Simona Krupeckaitė Miglė Marozaitė      | 32.827 | Recorde nacional |
| 7    | 2       | POL Polônia       | Marlena Karwacka Urszula Łoś            | 33.022 |                  |
| 8    | 4       | UKR Ucrânia       | Liubov Basova Olena Starikova           | 33.285 |                  |

### Finais
Iniciado as 18:00 locais, com as disputas por medalhas e as classificações do quinto ao oitavo lugar.
| Pos.                      | Ciclistas         | CON                                     | Tempo  | Notas            |
| ------------------------- | ----------------- | --------------------------------------- | ------ | ---------------- |
| Disputa pelo ouro         |                   |                                         |        |                  |
| Medalha de ouro           | CHN China         | Bao Shanju Zhong Tianshi                | 31.895 |                  |
| Medalha de prata          | GER Alemanha      | Lea Friedrich Emma Hinze                | 31.980 |                  |
| Disputa pelo bronze       |                   |                                         |        |                  |
| Medalha de bronze         | ROC               | Daria Shmeleva Anastasia Voynova        | 32.252 |                  |
| 4                         | NED Países Baixos | Shanne Braspennincx Laurine van Riessen | 32.504 |                  |
| Disputa pelo quinto lugar |                   |                                         |        |                  |
| 5                         | LTU Lituânia      | Simona Krupeckaitė Miglė Marozaitė      | 32.808 | Recorde nacional |
| 6                         | MEX México        | Daniela Gaxiola Yuli Verdugo            | 33.168 |                  |
| Disputa pelo sétimo lugar |                   |                                         |        |                  |
| 7                         | POL Polônia       | Marlena Karwacka Urszula Łoś            | 33.054 |                  |
| 8                         | UKR Ucrânia       | Liubov Basova Olena Starikova           | 33.691 |                  |

## Controvérsia do pódio
O Comité Olímpico Internacional pediu à China que explicasse a presença de emblemas de Mao Tsé-Tung nos uniformes dos atletas chineses, em particular durante a cerimônia do pódio da competição de velocidade por equipes feminino.